# مک‌کلوسکی (داکوتای شمالی)
مک‌کلوسکی(به انگلیسی: McClusky) شهری در ایالت داکوتای شمالی کشور ایالات متحده آمریکا است که جمعیت آن در سرشماری سال ۲۰۱۰ میلادی، ۳۸۰ نفر بوده‌است.